# James Olds
Pour les articles homonymes, voir Olds.
James Olds (Chicago, 30 mai 1922—Californie, 21 août 1976) est un psychologue et neuroscientifique américain considéré comme un des fondateurs des neurosciences modernes.

## Biographie
Selon le docteur Richard F. Thompson, « James Olds est l'un des psychologues les plus importants du XXe siècle. De fait, beaucoup d'entre nous pensent que sa découverte du système de "récompense" du cerveau est la découverte la plus importante jamais faite dans le domaine des bases cérébrales du comportement. 
Cette découverte mène à une compréhension plus profonde des fondements cérébraux et des mécanismes de l'abus de drogues et de la dépendance. 
Il est aussi un pionnier dans l'étude des bases neuronales de l'apprentissage et de la mémoire et le premier à montrer que les neurones de l'hippocampe jouaient un rôle significatif dans l'apprentissage associatif de base. »